# Thao
Thao, ook Sau, Sao, Shao, Chuihwaans, Chui-Huaans of Vulung, is een Paiwanische taal die net zoals de andere Paiwanische en ook Formosaanse talen uitsluitend op Taiwan wordt gesproken. Het Thao wordt gesproken in het uiterste midden van het land, rond het meertje Sun Moon Lake in één dorp (dat is Sun Moon; Barawbaw in het Thao); het taalgebied ligt tussen die van het Minnanyu (westen) en Atayal (oosten). Ondanks het kleine taalgebied bestaan er twee dialecten. 

Het Thao is uitstervende en wordt niet meer door kinderen gesproken. De gemiddelde leeftijd van een Thaotalige is ongeveer vijftig jaar, het geslacht meestal vrouwelijk. Maar weinig van de sprekers spreken de taal echt goed en nog minder hebben een kennis van eigen mythen en tradities. Tegenwoordig wordt door die mensen echter voornamelijk Min Nan Chinees gesproken; het gebruik van het Thao is zeer gelimiteerd, zoals door intieme vrienden of bij rituele ceremonies. Thao wordt beschouwd als de nog levende taal in Taiwan met het grootste risico op uitsterving.

## Classificatie
- Austronesische talen
  - Formosaanse talen
    - Paiwanische talen
      - Thao

## Grammatica
Het Thao kent 19 medeklinkers en drie klinkers. De taal heeft veel gemeen met Indonesische talen; maar men zegt dat er geen taal is die zo uniek is als het Thao.